# 2e régiment de spahis algériens
Pour les articles homonymes, voir 2e régiment.
Le 2e régiment de spahis algériens est une ancienne unité de cavalerie de l'armée de terre française dissoute en 1962.

## Création et différentes dénominations
- 1832 : Spahis irréguliers d'Oran
- 1836 : Spahis réguliers d'Oran
- 1841 : Corps de cavalerie indigène (6 escadrons d'Oran)
- 1845 : 2e régiment de spahis
- 1921 : 2e régiment de spahis algériens
- 1958 : 2e régiment de spahis
- 1962 : Dissous

## Colonels
Liste des chefs de corps :
- 1847 :	Cousin de Montauban
- 1851 :	Rame
- 1854 :	de Jourdan
- 1855 :	de Brémond d'Ars
- 1863 :	Petit
- 1867 :	de la Jaille
- 1870 :	de Lamartinière
- 1871 :	de Percin de Northumberland
- 1872 :	Bignon
- 1875 :	de Simard de Pitray
- 1883 :	Roullet
- 1889 :	Haubt
- 1889 :	Servat de Laisle
- 1890 :	O'Connor
- 1896 :	Delanneau
- 1902 :	Valicon
- 1904 :	Aubier
- 1907 :	Caruel
- 1908 :	Henrys
- 1912 :	de Cugnac
- 1939 :	Burnol
- 1944 :	Lecoq
- 1952 :	Sarton du Jonchay[Lequel ?]
- 1954 :	Debray
- 1956 :	Colonel d'Avout d'Auerstaedt
- 1958 :	Deiber
- 1960 :	Chenu
- 1962 :	Sentis

## Historique des garnisons, combats et batailles du2erégimentde spahis

### 1831-1870
- 1831-70 : Algérie
- 1854 : Crimée
- 1859 : Maroc
- 1860 : Chine
- 1860 : Syrie

Lors de la guerre franco-allemande de 1870 le 2e spahis fournit avec les 1er et 3e spahis, des pelotons à la création de « l’escadron de marche de spahis algériens » sous les ordres du capitaine de Ballaincourt, ainsi qu’un escadron à celle du « régiment d’éclaireurs algériens », sous les ordres du lieutenant-colonel Goursaud. Ces formations combattent à Meaux, Nanteuil le Houdin, Patay, Les Ormes, Cravant et Josnes. 
Le 31 décembre, le régiment d’éclaireurs charge en fourrageurs et écrase à Varennes une arrière-garde de cuirassiers prussiens. En janvier 1871, les spahis couvrent la retraite de l’Armée de la Loire. Ils se distinguent en combattant à Ambloy, Savigny, Vance, Concle et à Silly le Guillaume. Après l’armistice signé le 28 janvier 1871, les unités de spahis rejoignent progressivement l’Algérie à partir du 15 mars.

### 1871-1914
- 1871 : Kabylie
- 1881 : Sud-Oranais
- 1884-85 : Extrême-Orient : le 5e escadron du 2e spahis participe à cette campagne jusqu’en 1889. Il se distingue particulièrement au Tonkin au cours des opérations de Than-Moï et de Yen-Minh et apporte à l’étendard du régiment l’inscription : « EXTREME-ORIENT, 1885-1886 ».
- 1907-1913 : Pacification du Maroc (1907-1913) : le 2e spahis y participe de 1907 jusqu’à 1913 soit en unité complète soit partiellement par escadrons détachés par roulement. Les opérations auxquelles participe le régiment ajoutent à l’étendard l’inscription : « MAROC, 1907-1908 ».

### Première Guerre mondiale

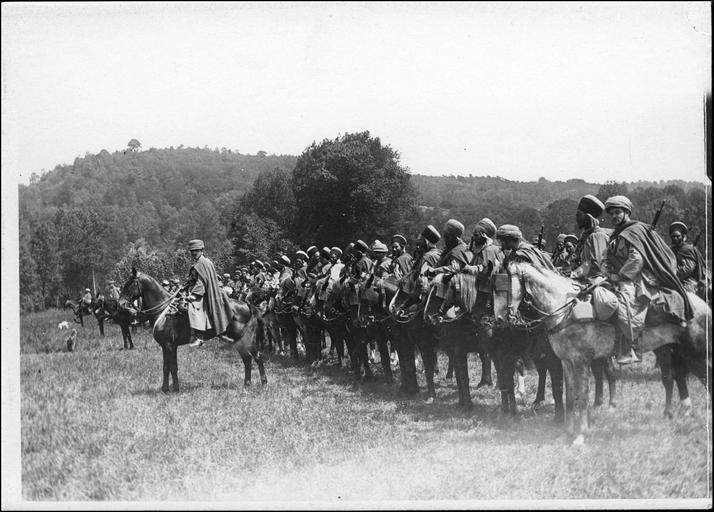
Spahis du 2e RSA à Coudun le 19 juillet 1916.

Le régiment participe à la Grande Guerre tandis qu'une partie de ses éléments continue à combattre au Maroc.

#### 1915
Le 2e spahis sous les ordres du colonel Pochet de Tinan, vient prendre position en France et participe à la campagne de Champagne. 

#### 1916
Lors de la campagne de la Somme, le régiment fournit également des escadrons qui sont regroupés en unité de marche : le 2e régiment de marche de spahis (RMS) sous le commandement du lieutenant-colonel Couverchel. Les combats du 2e spahis menés sur le sol français permettent d’inscrire à l’étendard les noms de : « CHAMPAGNE, 1915 » et « LA SOMME, 1916 ».

#### 1917

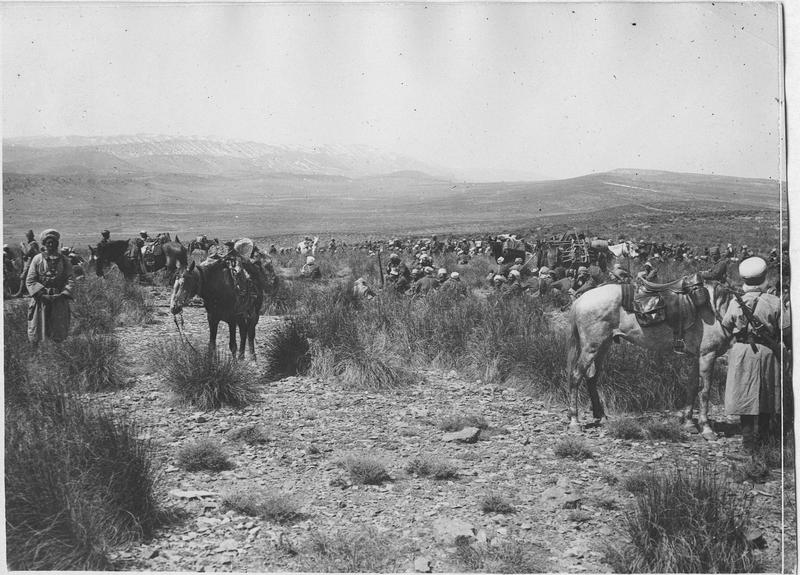
Spahis appartenant probablement au 7e escadron près de Talsint en 1919.

En août, le régiment quitte le sol français et est reconstitué au Maroc par fusion des deux régiments de marche.

### Entre-deux-guerres
En 1921, le 2e régiment de spahis d'Oran est renommé 2e régiment de spahis algériens (RSA). 

### Seconde Guerre mondiale

#### 1939
Le 2e régiment de spahis algériens fournit deux escadrons montés à l’éclairage du 82e GRDI (groupe de reconnaissance de division d'infanterie) du capitaine Balotte, et du 180bis GRDI. Ces deux unités viennent combattre sur le front de France. 
Le 2e RSA forme avec le 2e régiment de spahis marocains la 3e brigade de spahise (3e BS) à la disposition de la 9e armée. Dans le plan Dyle, la brigade doit participer à la manœuvre retardatrice dans les Ardennes en assurant la jonction entre la cavalerie de l'armée et de celle de la 2e armée. Déployée dans la tête de pont de Charleville, la 3e BS doit ainsi aller occuper un front sur la Semois.

#### 1940
En mai 1940, le régiment comporte quatre escadrons de spahis à cheval et un escadron d’appui équipé de mitrailleuses et de quatre canons légers antichars. Au total et en théorie, le régiment compte un peu plus de 1 250 hommes (25 % d'Européens et 75 % de Nord-Africains) :
- 39 officiers dont 5 Nord-Africains ;
- 117 sous-officiers dont 30 % de Nord-Africains ;
- 125 brigadiers dont 50 % de Nord-Africains ;
- 977 spahis dont 85 % de Nord-Africains.

Le 2e RSA, sous les ordres du colonel Burnol est affecté à la 3e brigade de spahis commandée par le colonel Clouet des Perruches, puis par le colonel Marc. Le 15 mai a lieu le violent combat de la Horgne, dans les Ardennes. La 3e brigade affronte l’assaut de la 1re Panzer-Division. La conduite des spahis apporté à l'étendard l'inscription : « LA HORGNE, 1940 ». Il sera cité à l'ordre de l'Armée en 1950 pour ce fait d'armes. Le régiment continue de combattre jusqu'en juin 1940.
En octobre, les débris du 2e RSA sont regroupés à Tlemcen, en Algérie où le régiment est reconstitué.

#### 1943
Le 16 avril les 5e, 6e, 7e et 8e escadrons du 2e RSA sont dissous pour former le 6e régiment de spahis algériens (RSA). 
Le 1er juillet, le 2e RSA devient le 2e régiment de spahis algériens de reconnaissance (RSAR) et le 16 décembre il fait mouvement vers le Maroc et s'implante au camp Boulhaut à Casablanca.

#### 1944
Le 22 janvier, le 6e RSAR (ex 6e RSA) formé le 16 avril 1943) change d'appellation et devient 2e RSAR (régiment de spahis algériens de reconnaissance). Il stationne dans la région de Sidi-Bel-Abbes, est équipé de matériels américains tels que jeeps, chars M24, AM M8 et half-tracks) et est commandé par le lieutenant-colonel Lecoq.
Le 2e RSAR est affecté à la 1re armée française, du général de Lattre de Tassigny. Il fait partie de la 1re division blindée (1re DB) commandée par le général du Vigier puis par le général Sudre lors de la campagne d'Allemagne.
Durant la campagne de libération, le 2e RSAR est principalement formé de soldats européens (de 80 à 85 %).
À partir de son débarquement à Saint-Tropez, le 18 août 1944, l'itinéraire de la campagne du régiment le conduira : 
- le 21 août : Toulon et Marseille ;
- les 24 et 25 août : Arles et Avignon ;
- le 31 août : Rives de Giers ;
- le 3 septembre : Lyon ;
- le 6 septembre : Le Creusot ;
- les 9 et 10 septembre : Dijon et combats de Talant ;
- le 20 septembre : Vesoul ;
- D'octobre 1944 à janvier 1945 : Les Vosges, Remiremont, Gérardmer et le col du Bonhomme ;

#### 1945
- le 6 février : col de La Schlucht ;
- le 3 avril : franchissement du Rhin, Luwigshaffen et Mannheim ;
- les 21 et 25 avril : Kenger et Uberlingen ;
- En mai 1945, le régiment est en Autriche à Arlberg.

Pour ces faits d’armes, l’étendard reçoit l’inscription : « VOSGES 1944 ».

### De 1945 à nos jours
Après avoir participé à l'occupation de Berlin (3e escadron) et stationné à Pirmasens (Sarre - Allemagne), le régiment prend garnison à Pforzheim en Forêt Noire. Il est le régiment de reconnaissance de la 5e DB dans le cadre des Forces Françaises en Allemagne (FFA).

#### Guerre d'Algérie

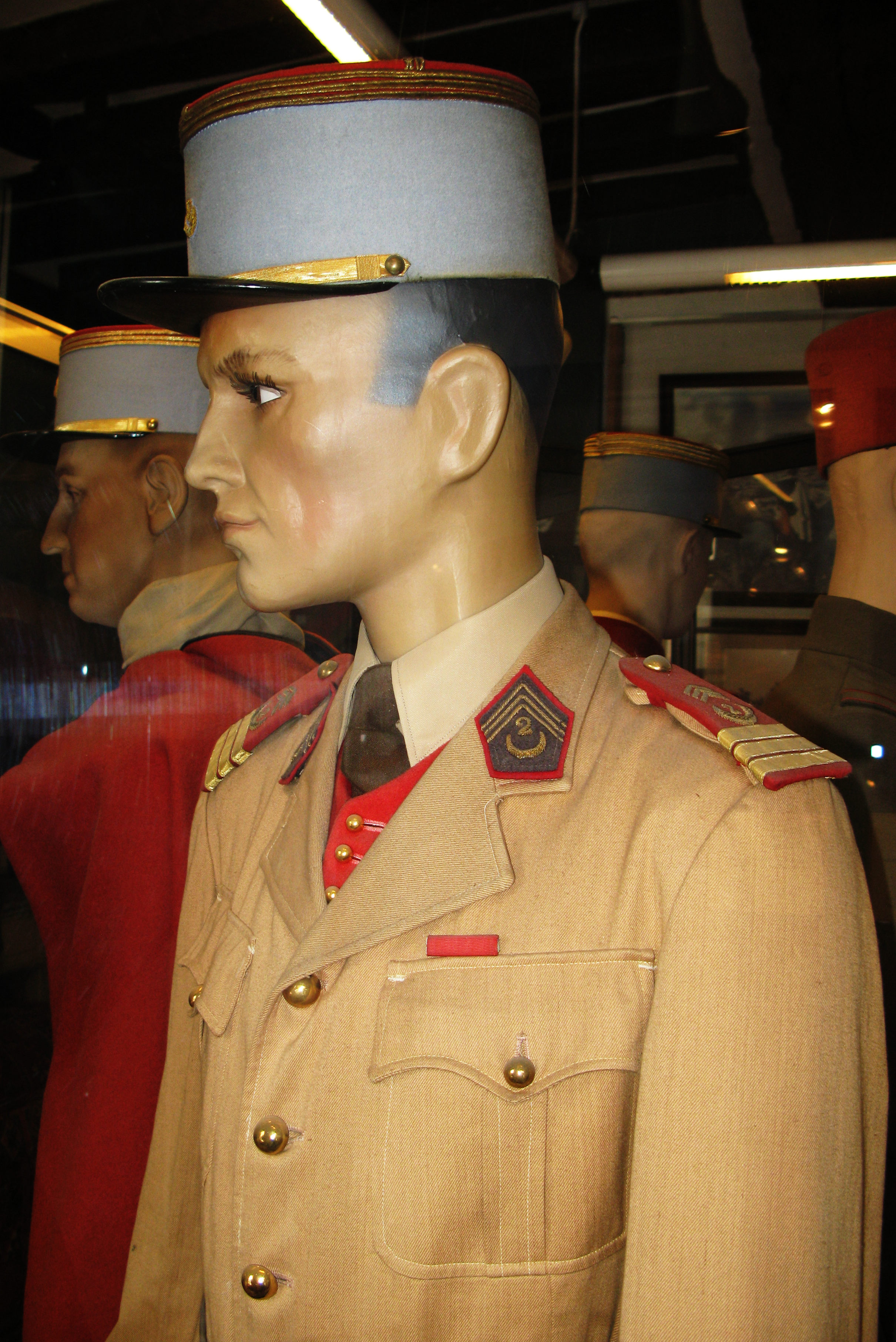
Uniforme d'un capitaine du 2e RSA pendant la guerre d'Algérie.

En 1956, la 5e DB au complet est envoyée en Algérie, le 2e RSA, aux ordres du lieutenant-colonel Debray, débarque à la Sénia début avril pour une campagne de six ans en oranie puis sur le barrage marocain. Il sera officiellement dissous le 15 décembre 1962. Une dernière inscription sera portée à l'étendard du régiment : « AFN 1952-1962 ».

## Étendard
Il porte, cousues en lettres d'or dans ses plis, les inscriptions suivantes, :
- Sidi-Iahia 1841
- Isly 1844
- Les Chotts 1844
- Brézina 1845
- Extrême-Orient 1884-1885
- Maroc 1907-1913
- Champagne 1915
- La Somme 1916
- La Horgne 1940
- Vosges 1944
- AFN 1952-1962

## Décorations
- Croix de guerre 1939-1945 avec deux palmes (2e citation à l'ordre de l'armée le 24 octobre 1950)
- Fourragère de la Croix de Guerre 1939-45

« Régiment au brillant passé africain, a accompli au cours des tragiques journées du printemps 1940, sous les ordres du colonel Burnol, un des plus glorieux faits d'armes de la Cavalerie française, arrachant à ses ennemis eux-mêmes, au soir de la bataille, l'hommage de leur admiration. Le 14 mai 1940, après quatre jours de combats incessants, a reçu la mission de tenir le village et le carrefour de La Horgne. Le 15 mai, attaqué dès les premières heures par un ennemi disposant d'une supériorité totale en hommes et en matériel, a résisté sans faiblir aux assauts répétés de la division blindée Westfalen à laquelle il a infligé des pertes sévères. Luttant pied à pied, pendant dix heures, au milieu des ruines fumantes de La Horgne, contre-attaquant à plusieurs reprises pour éviter l'encerclement, s'est laissé écraser sur place plutôt que de reculer, jusqu'à épuisement total de ses munitions. A perdu au cours de ce combat 14 officiers et 490 gradés ou spahis, dont le chef de corps, tué en faisant le coup de feu au milieu d'une poignée d'hommes, au cours d'une ultime tentative de percée. A reçu, à 18 heures, dans la personne de quelques rescapés, les honneurs de la guerre, sur le terrain de l'action. »
— Citation à l'ordre de l'Armée du 2e RSA pour son fait d'armes à bataille de La Horgne en mai 1940, ordre n° 2116/C du 24 octobre 1950, signé par M. Max Lejeune, Secrétaire d'Etat aux Forces Armées

### Sources et bibliographie
1. 1 2  Arrêté relatif à l'attribution de l'inscription AFN 1952-1962 sur les drapeaux et étendards des formations des armées et services, du 19 novembre 2004 (A) NORDEF0452926A Michèle Alliot-Marie.
2. ↑  « Fanion du 2e régiment de spahis algérien », sur vexil.prov.free.fr (consulté le 15 avril 2023).
3. ↑  LES SPAHIS (ref:AC0788 - http://cavaliers.blindes.free.fr/rgtdissous/2spahisalgh5.html).
4. 1 2  Jean-Yves Mary, Le corridor des Panzers : Par delà la Meuse 10 - 15 mai 1940, t. I, Bayeux, Heimdal, 2009, 462 p. (ISBN 978-2-84048-270-3 et 2-84048-270-3), p. 33-34.
5. ↑  Décision no 12350/SGA/DPMA/SHD/DAT du 14 septembre 2007 relative aux inscriptions de noms de batailles sur les drapeaux et étendards des corps de troupe de l'armée de terre, du service de santé des armées et du service des essences des armées, Bulletin officiel des armées, no 27, 9 novembre 2007